# Affiliated Computer Services
Affiliated Computer Services (ACS) var ursprungligen en konsultfirma grundad 1988. Xerox köpte företaget 2010.